# Chirotica alayoi
Chirotica alayoi är en stekelart som beskrevs av Henry Keith Townes, Jr. 1966. Chirotica alayoi ingår i släktet Chirotica och familjen brokparasitsteklar. Inga underarter finns listade i Catalogue of Life.